# Michael Ninn
Né en 1951, Michael Ninn est un réalisateur, directeur artistique, scénariste et producteur via sa boîte de production Ninn Worx de films pornographiques.

## Biographie
C’est Black Orchid (1993), son troisième long-métrage qui comprend au casting Sunset Thomas et Ona Zee, qui lance définitivement sa carrière dans le milieu du X.
Le style de Michael Ninn est reconnaissable entre tous. En effet, le réalisateur américain cherche avant tout à faire des films à l’esthétique travaillée, en mettant en avant des femmes d’une grande beauté. Ainsi, les décors tout comme les costumes sont souvent grandioses, les éclairages toujours recherchés. En cela, Michael Ninn est l’un des chefs de file de ce que l’on appelle le porno chic. 
Les films de Michael Ninn sont donc un véritable plaisir des sens, d’autant qu’ils bénéficient d’une bande originale toujours agréable à l’écoute. C’est d’abord son frère Dino Ninn qui s’est chargé de la bande son de ses films (notamment les mythiques Latex et Shock) avant que Loren Alexander ne prenne récemment le relais.
Michael Ninn a le mérite de faire des métrages d’une grande variété, passant des films sado-masochistes (Ninn est souvent fétichiste dans ses métrages, n’hésitant pas à avoir recours 
à de nombreux objets) et futuristes (Black orchid, Latex, Shock, Rituals), à la comédie pure (New wave hookers 5, les 4 autres étant réalisés par Gregory Dark) à la comédie musicale (Cashmere), au film romantique (Sex et Sex 2) ou encore aux films purement lesbiens avec sa série des « FEM » (Fem adagio, Fem bella, Fem diva, Fem dolce, Fem sonata, Fem tango).
Michael Ninn a signé un contrat avec la boîte de production Private qui a donné naissance à Perfect (2002) ou plus récemment à Catherine (2005).

## Récompenses
- 2014 : AVN Award, Meilleur réalisateur, film étranger pour The Ingenuous (Marc Dorcel/Wicked), conjointement avec Max Candy[1]
- 2003 : AVN Award, Best Videography pour Perfect (2002)
- 2002 : AVN Hall of Fame
- 2000 : AVN Award, Best Special Effects pour Cashmere (1999)
- 1996 : GayVN Award, Best Editing pour Night Walk: A Bedtime Story (1995)
- 1996 : AVN Award, Best Director - Video pour Latex (1995)

## Filmographie sélective
Les œuvres phare du réalisateur américain sont :
- Two Sisters (1992)
- Principles of Lust (1992)
- Black Orchid (1993)
- Latex (1995)
- Shock (1995)
- Sex (1994) et Sex 2 (1995)
- Decadence (1996)
- New Wave Hookers 5 (1997)
- Rituals (1999)
- Cashmere (1999)
- Perfect (2002) (3 AVN Award & Venus Awards Best Movie - USA)
- In the Garden of Shadows (2003)
- In the Garden of Shadows 2 (2004)
- Catherine (2005)
- Fem Dolce (2005)
- Diamond Girl 2: Elegant (2005)
- Soloerotica 1, 2, 3, 4... (2003)
- Neo Pornographia 1, 2, 3, 4 (2005)
- Katsumi Exposed (2005)
- Double Penetration 2 (2005)
- Evoke: Brittney Skye (2005)
- Exposed: Angel Cassidy (2005)
- Exposed: Brittney Skye (2005)
- Exposed: Featuring Anais (2005)
- Exposed: Justine (2005)
- Meet Kayden (2007)
- Meet Heather (2007)
- Fem: Staccato (2007)
- House of Jordan (2007)
- House of Perez (2007)
- Meet Nikki Kane (2007)
- Minutes to Midnight (2007)
- Sophia (2007)
- Soloerotica 10 (2008)
- Exposed: Jana Cova (2008)
- Fem: Vivace (2008)
- I Am Tanya James (2008)
- Pop 7 (2008)
- Through Her Eyes 2 (2008)